# Mnesibulus congruus
Mnesibulus congruus är en insektsart som först beskrevs av Walker, F. 1869.  Mnesibulus congruus ingår i släktet Mnesibulus och familjen syrsor. Inga underarter finns listade i Catalogue of Life.